# 波熱扎 (布恰奇區)
48°55′41″N 25°32′1″E / 48.92806°N 25.53361°E

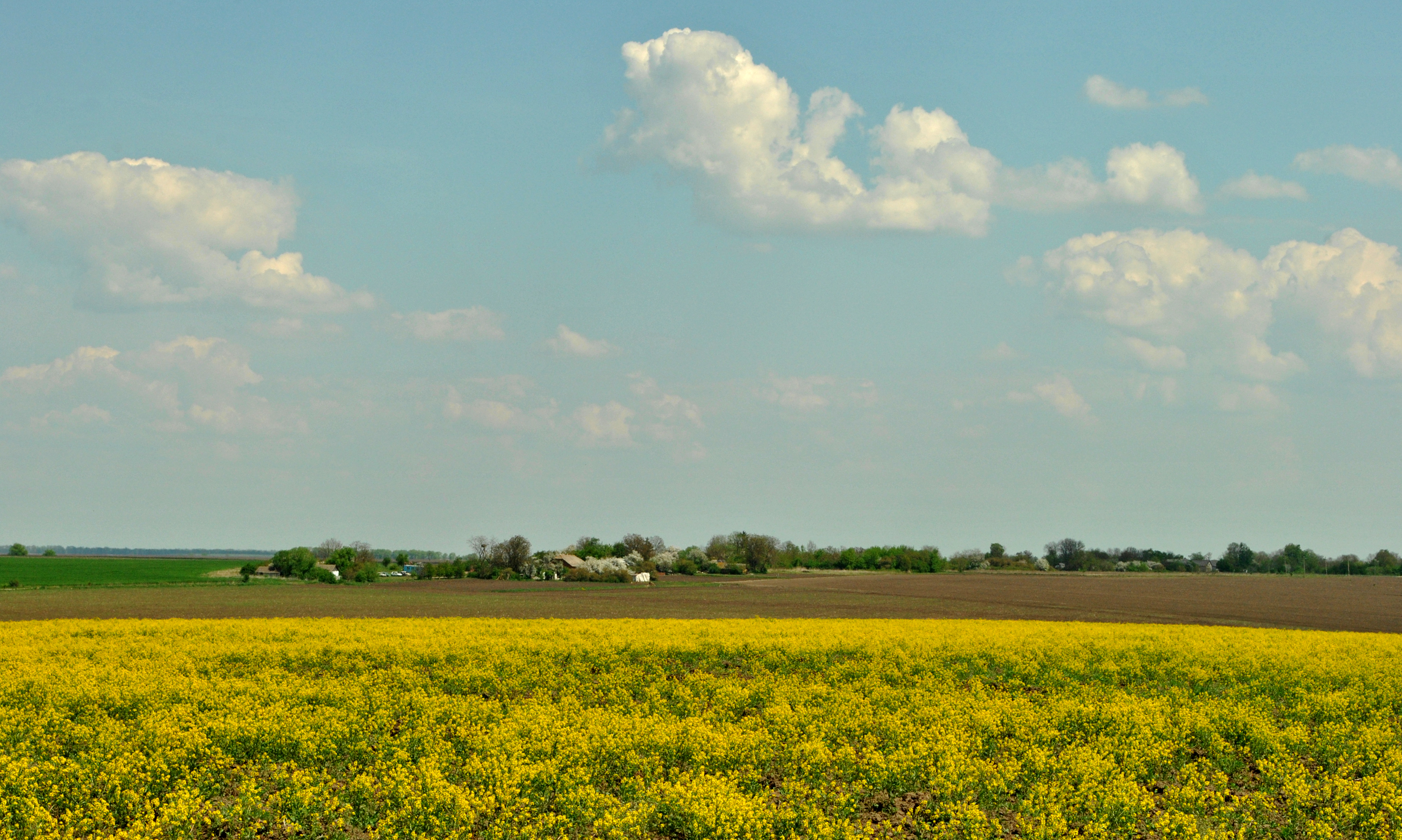

波熱扎（烏克蘭語：Пожежа），是烏克蘭的村落，位於該國西部捷爾諾波爾州，由喬爾特基夫區負責管轄，面積0.4平方公里，2001年人口39，人口密度每平方公里97.5人。